# Kigoma (Region)
Die Region Kigoma (Swahili Mkoa wa Kigoma) ist die westlichste der 31 Regionen von Tansania mit der Hauptstadt Kigoma. Der Bezirk hat eine Fläche von 45.075 Quadratkilometern und ist damit größer als die Schweiz, hat jedoch nur ein Drittel deren Einwohner. Kigoma liegt am Tanganjikasee auf einem Plateau in rund 800 Meter Seehöhe. Daraus steigen steile Berge bis zu 1750 Meter auf. Der wichtigste Wirtschaftszweig ist die Landwirtschaft, die mehr als 70 Prozent der Bevölkerung ernährt. 

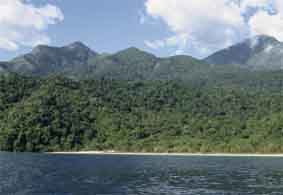
Mahale-Berge

## Geographie
Die Region ist 45.075 Quadratkilometer groß (davon 8552 Quadratkilometer Wasserfläche) und hat rund 2,5 Millionen Einwohner (Volkszählung 2022). Kigoma liegt östlich des Tanganjikasees. Von dessen 800 Meter über dem Meeresspiegel liegendem Ufer steigt das Land steil auf 1750 Meter an. Dort erstreckt sich ein hügeliges Hochplateau, das nach Norden und Osten sanft ansteigt. Das Land wird von drei großen Flüssen entwässert, dem  Malagarasi, dem Luiche und dem Ruchugi. Die Täler liegen auf etwa 1000 Metern Seehöhe, bis die Flüsse in sumpfigen Deltas in den Tanganjikasee münden.
Nach der Höhenlage lässt sich die Region in vier Zonen einteilen:
- Seeufer: Der schmale Streifen  am Seeufer liegt in einer Höhe von 800 bis 1000 Meter über dem Meer. Er wird von zahlreichen Bächen durchschnitten, die in den See münden. Jährlich fallen 600 bis 1000 Millimeter Regen.
- Miombo Wald: Diese nach dem Miombo-Baum benannte Zone liegt in einer Höhe von 1000 bis 1200 Meter mit ebenfalls 600 bis 1000 Millimetern Niederschlag jährlich.
- Mittlere Zone: Sie schließt an die Waldzone in einer Höhe von 1200 bis 1500 Metern an, hat jährliche Niederschläge von 850 bis 1100 Millimetern und ist ein sumpfiges Gebiet.
- Hochland: Das Hochland liegt zwischen 1500 und 1750 Metern über dem Meer; es fallen 1000 bis 1600 Millimeter Regen im Jahr. Das Gebiet ist zweigeteilt. Im Norden schließt es an die Mittlere Zone an und ist dicht besiedelt, im Süden ragen aus dem Hochland die Mahale-Berge bis in eine Höhe von 2373 Metern. Das Gebiet wurde zum Mahale-Mountains-Nationalpark erklärt.[3]

### Klima
Das Klima in der Region ist nach der effektiven Klimaklassifikation tropisch. Es hat eine ausgeprägte Regenzeit von Ende Oktober bis Mai mit einer kurzen Trockenperiode von zwei bis drei Wochen im Januar oder Februar. Von Ende Mai bis Anfang Oktober folgt eine längere Trockenzeit. Die durchschnittliche Tagestemperatur liegt zwischen 25 Grad Celsius im Dezember und 28 Grad Celsius im September. Die Temperatur nimmt mit der Höhe ab.
|                        | Jan  | Feb  | Mär  | Apr  | Mai  | Jun  | Jul  | Aug  | Sep  | Okt  | Nov  | Dez  |   |      |
| Mittl. Temperatur (°C) | 22,9 | 23,3 | 23,2 | 23,3 | 23,5 | 22,7 | 22,3 | 23,5 | 24,3 | 24,3 | 22,9 | 22,7 | ⌀ | 23,2 |
| Mittl. Tagesmax. (°C)  | 26,7 | 27,3 | 27,3 | 27,4 | 28,2 | 28,2 | 28,1 | 29,2 | 29,5 | 28,8 | 26,7 | 26,3 | ⌀ | 27,8 |
| Mittl. Tagesmin. (°C)  | 19,2 | 19,3 | 19,2 | 19,2 | 18,8 | 17,2 | 16,6 | 17,8 | 19,2 | 19,9 | 19,2 | 19,1 | ⌀ | 18,7 |
|                        |      |      |      |      |      |      |      |      |      |      |      |      |   |      |
| Niederschlag (mm)      | 140  | 125  | 146  | 174  | 60   | 6    | 2    | 4    | 19   | 60   | 140  | 157  | Σ | 1033 |

| 19,2 |

| 19,3 |

| 19,2 |

| 19,2 |

| 18,8 |

| 17,2 |

| 16,6 |

| 17,8 |

| 19,2 |

| 19,9 |

| 19,2 |

| 19,1 |

| 19,2 |

| 19,3 |

| 19,2 |

| 19,2 |

| 18,8 |

| 17,2 |

| 16,6 |

| 17,8 |

| 19,2 |

| 19,9 |

| 19,2 |

| 19,1 |

### Nachbarregionen
Die Region grenzt im Norden an die Provinz Kagera, im Nordosten an die Region Shinyanga, im Osten an die Region Tabora, im Süden an die Regionen Katavi und Rukwa, im Westen über den Tanganjikasee an die Demokratische Republik Kongo und im Nordwesten an Burundi.

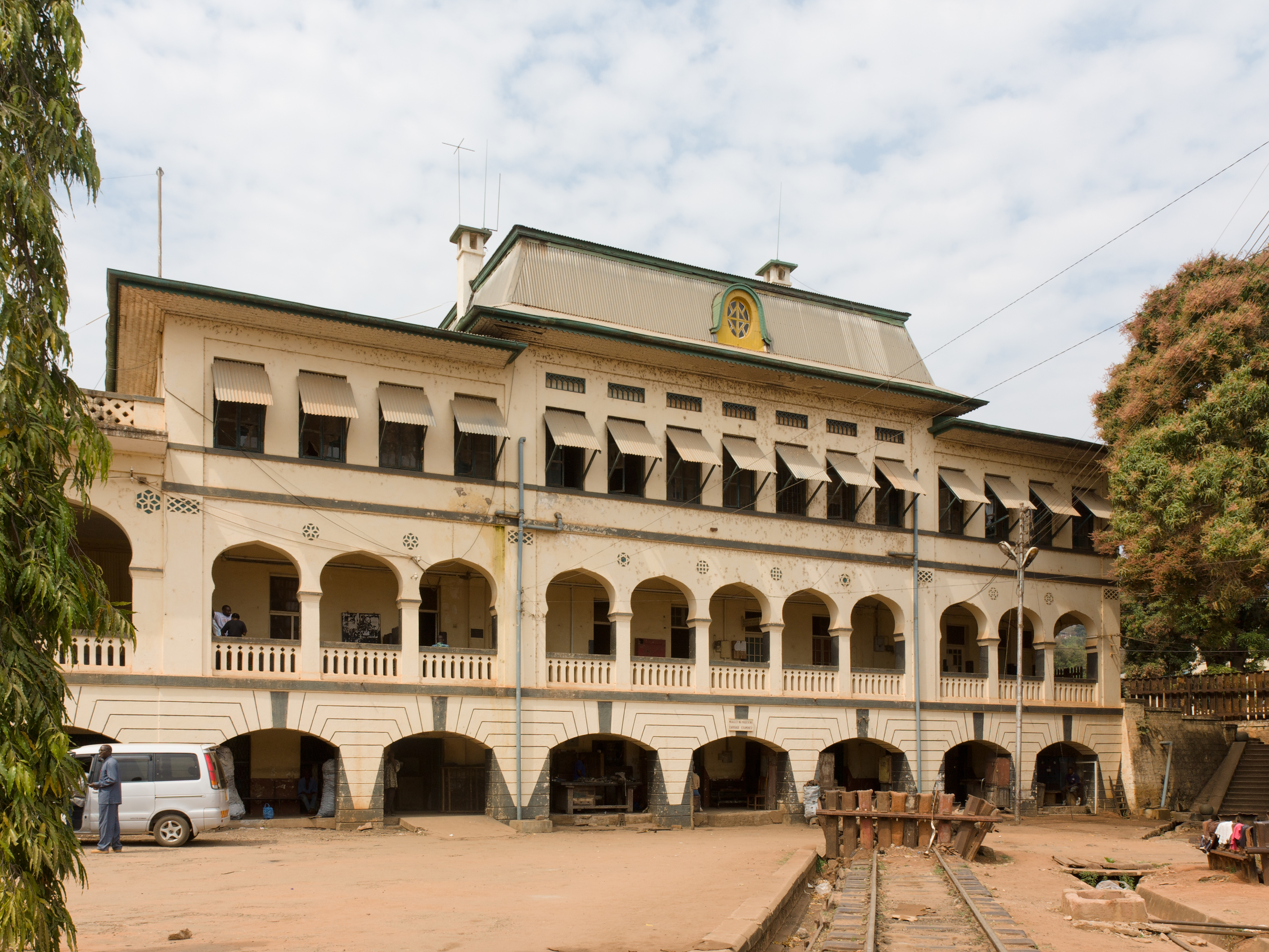
Bahnhof Kigoma

| Burundi | Kagera                                      | Shinyanga |
| Kongo   | Kompassrose, die auf Nachbargemeinden zeigt | Tabora    |
|         | Rukwa                                       | Katavi    |

## Geschichte
In der vorkolonialen Zeit war die Region eine Quelle für Elfenbein und Sklaven. Tabora und Ujiji waren Sammelstellen vor dem Abtransport an die Küste. Am 27. Oktober 1871 traf Henry Mortin Stanley in Ujiji am Ufer des Tanganjikasees auf David Livingston. Zur Kolonialzeit gehörte das Land zur West-Region mit der Hauptstadt Tabora. Während der deutschen Herrschaft von 1884 bis 1919 wurden das Regierungsgebäude und der Bahnhof erbaut. Im Jahr 1964 wurde die Region Kigoma gegründet; sie bestand aus den drei Distrikten Kasulu, Kibondo und Kigoma.

## Verwaltungsgliederung
Die Region Kigoma wird in acht Distrikte untergliedert:
| Distrikt     | Einwohner 1988 | Einwohner 2002 | Einwohner 2012 | Einwohner 2016 | Einwohner 2022 |
| ------------ | -------------- | -------------- | -------------- | -------------- | -------------- |
| Buhigwe      | n/a            | 189.689        | 254.342        | 279.959        | 240.005        |
| Kakonko      | n/a            | 203.469        | 167.555        | 184.431        | 178.419        |
| Kasulu       | 319.711        | 437.053        | 634.038        | 468.679        | 537.767        |
| Kasulu (TC)  | 319.711        | 437.053        | 634.038        | 229.218        | 238.321        |
| Kibondo      | 175.585        | 210.308        | 261.331        | 287.652        | 362.922        |
| Kigoma       | 361.474        | 348.884        | 427.024        | 267.712        | 222.792        |
| Kigoma Ujiji | 361.474        | 348.884        | 427.024        | 237.158        | 232.388        |
| Uvinza       | n/a            | 284.644        | 383.640        | 387.442        | 458.353        |

## Bevölkerung
Im Jahr 2012 waren fast fünfzig Prozent der Bevölkerung unter 15 Jahre alt und nur fünf Prozent waren älter als 60. Die Alphabetisierung betrug 71 Prozent bei Männern und 65 Prozent bei Frauen (Stand 2012).
Zu den bedeutendsten Volksgruppen gehören die Ha, Manyema, Tongwe, Wagoma und Vinza.
| - Bildung: Im Jahr 1998 gab es in der Region Kigoma 249 Grundschulen und 17 weiterführende Schulen (davon wurden sechs privat geführt). 59 Prozent der über Fünf-Jährigen sprachen Swahili, acht Prozent Englisch und Swahili. Der Anteil der Analphabeten lag bei 32 Prozent (Stand 2012). - Gesundheit: In der Region gibt es sechs Krankenhäuser, 15 Gesundheitszentren und 167 Apotheken (Stand 1998). - Wasser: Im Jahr 2015 hatten siebzig Prozent der Bevölkerung Zugang zu sauberem Wasser. | Hier fehlt eine Grafik, die leider im Moment aus technischen Gründen nicht angezeigt werden kann. Wir arbeiten daran! |

## Wirtschaft und Infrastruktur
Von den Personen über zehn Jahren waren 67 Prozent beschäftigt, elf Prozent im Haushalt tätig (Kochen, Hygiene, Pflege), sechzehn Prozent in Ausbildung, 2,5 Prozent arbeitslos und 3,5 Prozent nicht arbeitsfähig. Von den Beschäftigten arbeiteten 76 Prozent in der Landwirtschaft (Stand 2012).
| Von den 227.000 in der Landwirtschaft tätigen Familien bauten 93 Prozent Mais, 79 Prozent Maniok, 39 Prozent Bananen und 17 Prozent Reis an. Mehr als ein Drittel dieser Haushalte hielt auch Haustiere. Die größten Stückzahlen bei den Nutztieren hatten Geflügel und Ziegen (Stand 2012). | Hier fehlt eine Grafik, die leider im Moment aus technischen Gründen nicht angezeigt werden kann. Wir arbeiten daran! |

### Infrastruktur
- Straße: In der Region gibt es ein Straßennetz von 1781 Kilometern Länge. Davon sind 468 Kilometer Hauptstraßen und 592 Kilometer Regionalstraßen, die vom Staat erhalten werden. Für die 713 Kilometer Nebenstraßen ist der zuständige Distrikt verantwortlich.[16] Die wichtigsten Straßenverbindungen sind drei Nationalstraßen: Richtung Nordosten zum Viktoriasee, nach Osten über Tabora und Dodoma nach Daressalam und Richtung Südosten über Mpanda zum Malawisee.[17]
- Eisenbahn: Die Tanganjikabahn verbindet Kigoma über Dodoma mit dem Hafen Daressalam. Die Linie ist als 1000-Millimeter-Schmalspurbahn ausgelegt und 1254 Kilometer lang. Sie wurde in der Kolonialzeit erbaut und 1914 fertiggestellt.[18]
- Schifffahrt: In Kigoma gibt es einen Hafen am Tanganjikasee, der Verbindungen nach Bujumbura (Burundi), Kalemie (Demokratische Republik Kongo) und nach Mpulungu (Sambia) anbietet.[19]

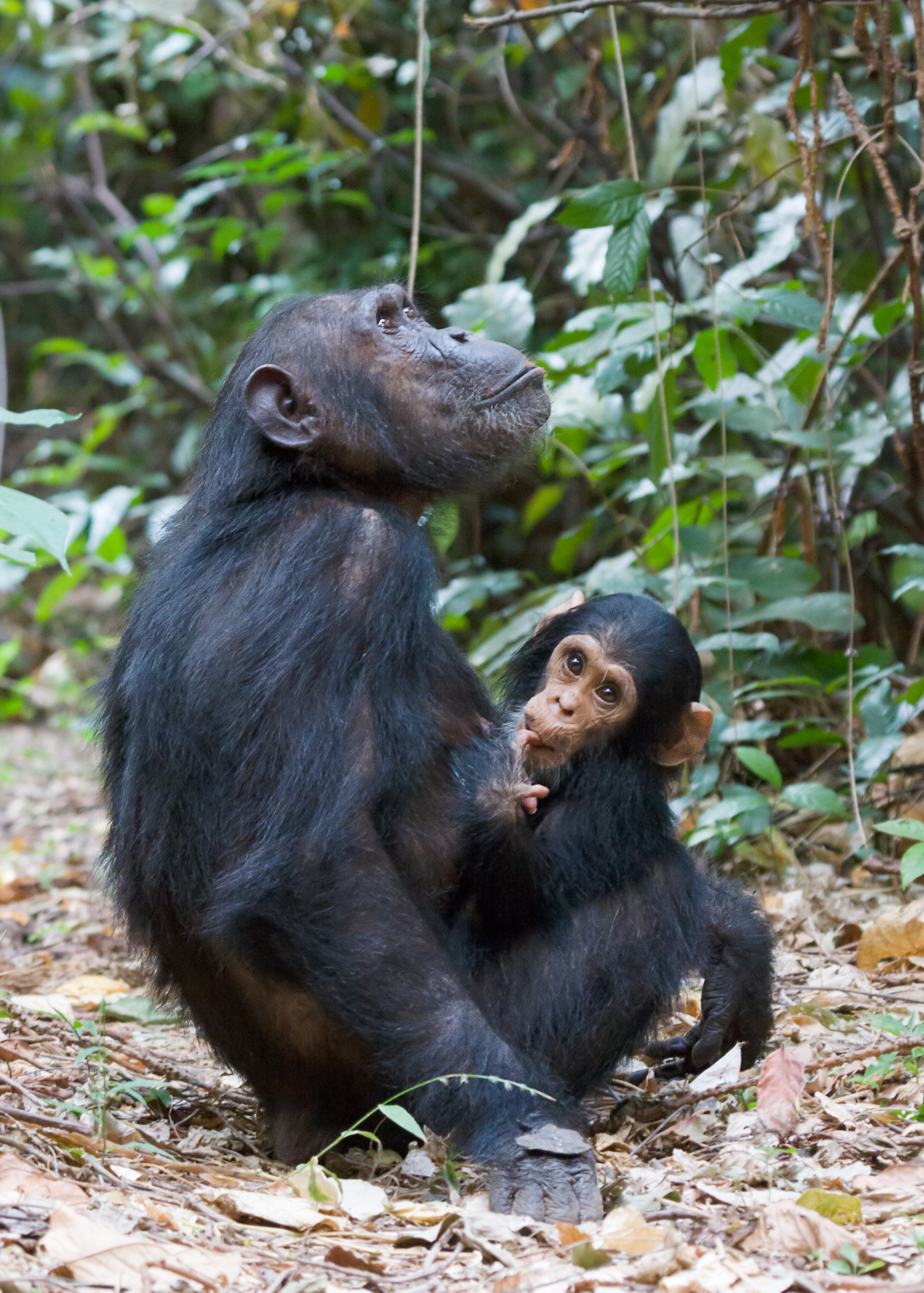
Schimpansenmutter mit Jungtier

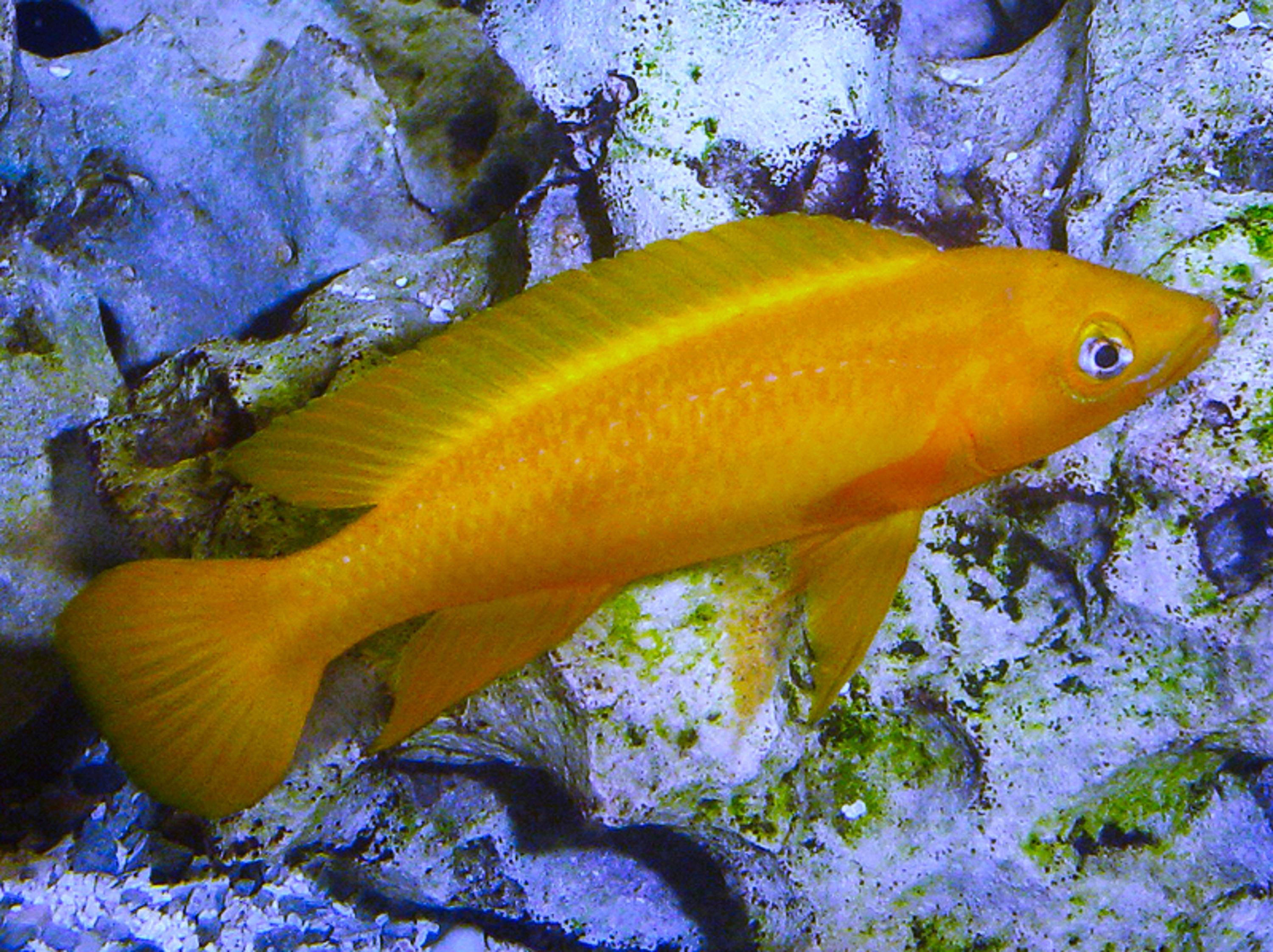
Neolamprologus leleupi

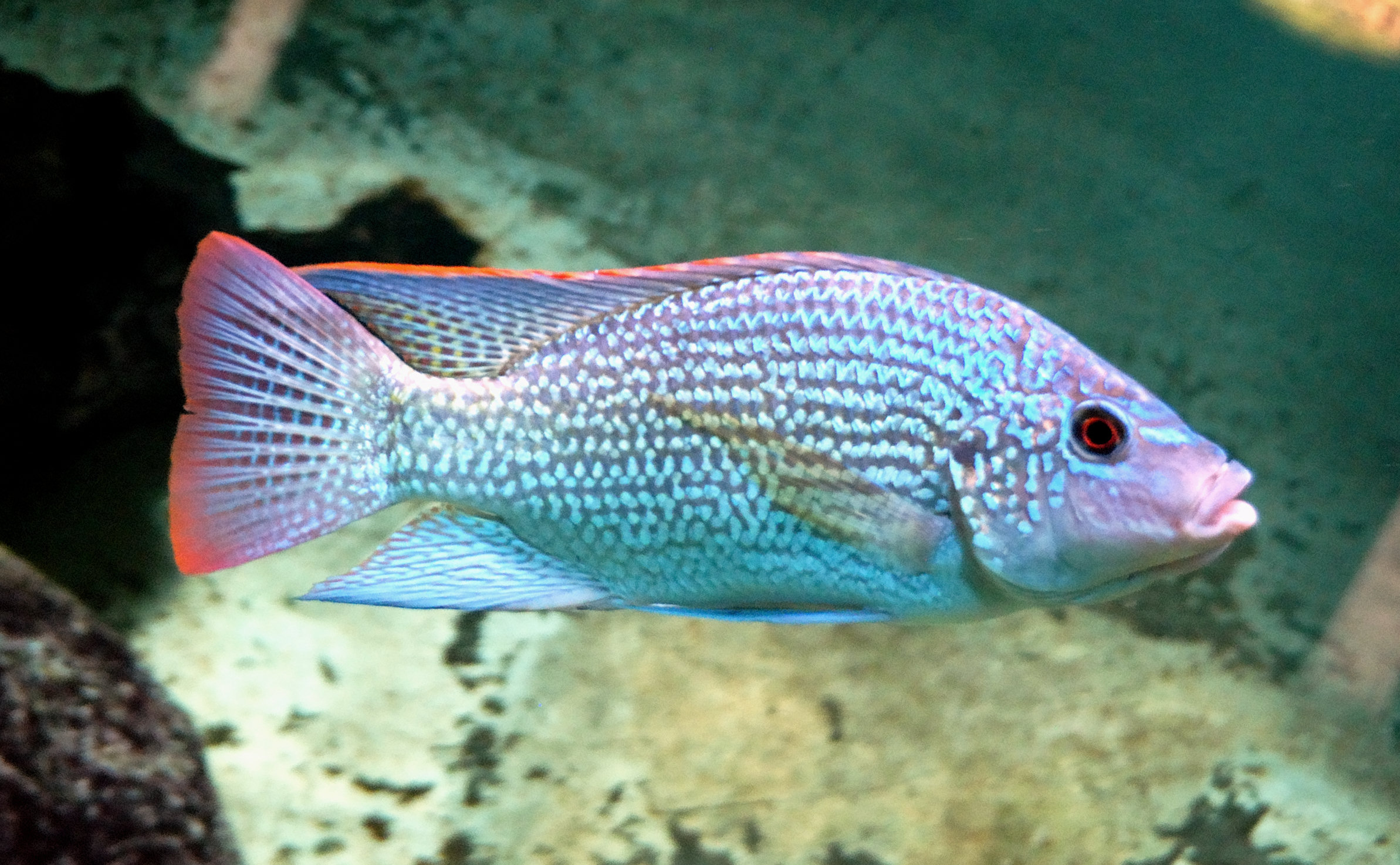
Oreochromis tanganicae

## Naturschutzgebiete, Sehenswürdigkeiten
- Gombe-Stream-Nationalpark: Dieses Gebiet wurde bereits 1943 als Naturschutzgebiet ausgewiesen und 1968 zum Nationalpark erklärt. Er liegt sechzehn Kilometer nördlich der Stadt Kigoma und ist 56 Quadratkilometer groß. Bekannt wurde der Park dadurch, dass Jane Goodall hier Forschungen mit Schimpansen durchführte.[20]
- Mahale-Mountains-Nationalpark: Der 1613 Quadratkilometer große montane Regenwald liegt am Ufer des Tanganjikasees. Aufgrund der üppigen Vegetation gibt es keine Straßen, sondern nur Waldwege. Der Park beheimatet 73 Säugetierarten und neun Primatenarten, darunter eine Schimpansenpopulation.[21]
- Moyowosi-Wildreservat: Dieses Wildreservat ist ein 6000 Quadratkilometer großes Jagdgebiet, das 1981 gegründet wurde. Es ist bekannt für seinen Reichtum an Büffeln, Giraffen, Antilopen, Flusspferden und Krokodilen.[22]
- Tanganjikasee: Der See ist mit 660 Kilometer Länge der längste und mit 1436 Meter Tiefe der zweittiefste See der Erde. Er markiert das südliche Ende des westlichen Großen Afrikanischen Grabenbruches.[23] Bekannt ist der See auch wegen seiner großen Vielfalt an farbenprächtigen Buntbarschen.[24]